# 스테펜 이베르센
스테펜 이베르센(노르웨이어: Steffen Iversen, 1976년 11월 10일 ~ )는 은퇴한 노르웨이의 축구 선수로서, 포지션은 스트라이커였다.

## 축구인 경력

### 선수 경력
1995년 로센보르그 BK에서 프로 경력을 시작하였으며, 1995년과 1996년 팀이 티펠리겐에서 우승을 차지하는 데 공헌하며 당시 같은 세대의 선수들 중 최고의 잠재력을 가진 선수로 꼽혔다.
1996년, 더 큰 무대를 원하던 그는 잉글랜드 프리미어리그의 토트넘 홋스퍼 FC로 이적하였고 1998-99 시즌과 1999-2000 시즌 팀 내에서 최다 득점을 기록하며 주가를 올렸으나 이후 부상과 부진 등으로 기대 이하의 활약을 펼치다 2004년 울버햄프턴 원더러스 FC로 이적하였다. 하지만 울브스에서도 좋은 모습을 보이진 못하다 고국의 볼레렌가 IF로 이적하였다.
볼레렌가에서의 2시즌 간 32경기에 나서 11골을 넣으며 준수한 활약을 펼쳐 계약이 끝난 후 에버튼 FC, RCD 마요르카 등에서 러브콜을 받았으나 그는 친정팀인 로센보르그로 이적하며 노르웨이의 축구 팬들을 깜짝 놀라게 하였다.
2011년 1월, 복수의 잉글랜드 클럽들에게 러브콜을 받던 이베르손은 크리스털 팰리스 FC로 이적하여 잉글랜드 무대로 복귀하였다.